# Habicht (Schiff, 1864)
Die Habicht war ein Schiff der Jäger-Klasse, einer Klasse von insgesamt fünfzehn Dampfkanonenbooten II. Klasse der Königlich Preußischen Marine, der Marine des Norddeutschen Bundes sowie der Kaiserlichen Marine.

## Bau und Dienstzeit
Die Habicht wurde Mitte des Jahres 1859 bei der Danziger Werft Keier und Devrient in Auftrag gegeben und lief im Frühjahr 1860 vom Stapel. Ein genaues Datum des Stapellaufs ist nicht überliefert. Nach der Fertigstellung wurde das Schiff zum Stützpunkt der Kanonenboote auf den Dänholm überführt und dort aufgeslipt.
Zum Einsatz gelangte die Habicht erstmals während des Deutsch-Dänischen Krieges. Sie wurde am 21. Februar 1864 in Dienst gestellt und der III. Flottillen-Division zugeteilt. Am 3. Juli war das Kanonenboot an einem Gefecht gegen dänische Schiffe vor Hiddensee beteiligt und wurde schließlich Anfang Oktober wieder auf dem Dänholm außer Dienst gestellt.
Am 3. April 1867 wurde die Habicht als zweiter Stationstender für Kiel in Dienst gestellt und übernahm diese Aufgabe bis Ende November des Jahres. Am 4. September stand sie den Besuchern des XIV. Evangelischen Kirchentages für eine Rundfahrt zur Verfügung. 1868 wurde das Schiff zunächst wieder als Stationstender genutzt, musste jedoch bereits am 8. Mai vorübergehend außer Dienst gestellt werden, da der Preußische Landtag die Finanzmittel der Marine kürzte. Vom 11. Juli an konnte die Habicht wieder eingesetzt werden und diente dem Artillerieschulschiff Thetis bis Ende November als Tender.
Nachdem ein Maschinenschaden 1869 den Einsatz des Schiffes verhindert hatte, wurde es im Zuge der Mobilmachung nach der französischen Kriegserklärung am 20. Juli 1870 in Dienst gestellt und durch den Eider-Kanal nach Cuxhaven verlegt. Dort übernahm die Habicht während des Krieges den Wachdienst auf der Elbmündung, geriet jedoch nicht in Kampfhandlungen. Nach Kriegsende hatte das Schiff auf der Unterelbe den Abzug französischer Kriegsgefangener zu überwachen und wurde am 21. April 1871 in Wilhelmshaven außer Dienst gestellt.
Die Habicht wurde 1872 einer Modernisierung unterzogen, wobei unter anderem die Takelage komplett entfernt wurde, lediglich der Großmast verblieb als Signalmast an Bord. Auch die Bewaffnung wurde geändert und anstatt der bisherigen Geschütze eine Ringkanone 15 cm L/22 an Bord genommen. Zu einem Einsatz des Schiffes kam es jedoch erst 1877 wieder, als die Habicht als Tender für das Artillerieschulschiff Renown diente.

## Verbleib
Die Habicht wurde am 27. November 1877 aus der Liste der Kriegsschiffe gestrichen und in Wilhelmshaven als Prahm aufgebraucht. Als Ersatz wurde das 1881 vom Stapel gelaufene Kanonenboot Hay gebaut.

## Kommandanten
| Herbst 1860                      | Leutnant II. Klasse Franz Ulffers                                |
| 21. Februar bis April 1864       | Leutnant zur See II. Klasse / Leutnant zur See Paul von Reibnitz |
| April bis September 1864         | Leutnant zur See Karl von Eisendecher                            |
| September bis Oktober 1864       | Kapitänleutnant Eduard Arendt                                    |
| 3. April bis 30. November 1867   | Leutnant zur See Fritz von Lindequist                            |
| 1. April bis 8. Mai 1868         | Leutnant zur See Arthur von Pfeil                                |
| 11. Juli bis 28. November 1868   | Leutnant zur See Arthur von Pfeil                                |
| 20. Juli bis November 1870       | Leutnant zur See Martin Georgi                                   |
| November 1870 bis 21. April 1871 | Leutnant zur See Eduard Braunschweig                             |
| 29. März bis 31. August 1877     | unbekannt                                                        |